# باشگاه فوتبال زاربروکن
باشگاه فوتبال زاربروکن باشگاه فوتبال آلمانی است در شهر زاربروکن ایالت زارلند آلمان قرار دارد. این باشگاه در ابتدا به عنوان بخشی از باشگاه تورنورین مالشتات در سال ۱۹۰۳ تشکیل شد. بخش فوتبال باشگاه تورنورین مالشتات در سال ۱۹۰۷ جدا شد و باشگاه فوتبال مستقلی به نام مالشتات بورباخ را تشکیل داد. باشگاه فوتبال مالشتات بورباخ در ۱ آوریل ۱۹۰۹ به باشگاه فوتبال زاربروکن تغییر نام داد.کیان سلطانپور مهاجم ایرانی عضو این تیم است.
این تیم در اولین دوره جام باشگاه های اروپا در سال ۱۹۵۵ حضور داشت و در مرحله یک هشتم نهایی با نتیجه ۵-۷ به آث میلان ایتالیا باخت و حذف شد.